# 파라쿠거친털쥐
파라쿠거친털쥐(Neacomys paracou)는 비단털쥐과 거친털쥐속에 속하는 남아메리카 설치류이다. 브라질 북부와 프랑스령 기아나, 가이아나, 수리남, 베네수엘라 남동부 지역에서 발견된다.